# Grand National de 2012
A 2012 Grand National foi uma competição de equitação na cidade de Aintree Racecourse, próximo a Liverpool, Inglaterra.
A competição ocorreu em 14 de abril de 2012 e teve como objetivo premiar o melhor cavalo em diversos requisitos.